# 天外者
『天外者』（てんがらもん）は、2020年12月11日に公開された日本映画。監督は田中光敏。
2020年7月18日に急逝した三浦春馬の最後の主演映画でもある。
史実を軸にしたオリジナルストーリーとなっており、五代友厚を主人公に幕末の青春群像劇を描く。タイトルの「てんがらもん」とは、鹿児島の方言で「すごい才能の持ち主」を意味する。

## 製作・公開の経緯
2013年に五代友厚の「志」を次世代に継承すべく、製作総指揮の廣田稔を始めとした市民有志が「五代プロジェクト」を立ち上げる形で製作された。2019年中に撮影が終了し2020年中に公開予定であった。だが、新型コロナウイルスの流行に加えて2020年7月18日、主演を務める五代役の三浦春馬が30歳の若さで命を絶ったため、公開日は未定となっていた。
2020年9月24日、公式サイトにおいて劇場公開が同年12月11日になる旨の発表がされ、同年10月29日に予告映像が公開された。

## あらすじ
時代は激動の幕末から明治初期。若き日より日本の未来のために世界に目を向け、薩摩藩士として培われた武士の魂と明治政府役人を経て実業家として成功した手腕を存分に発揮し、「商都大阪」ひいては近代日本経済の基礎を構築した稀代の「天外者（てんがらもん）」・五代友厚の生きざまを描く。

## キャスト
- 五代友厚：三浦春馬
- 坂本龍馬：三浦翔平
- 岩崎弥太郎：西川貴教
- 伊藤博文：森永悠希
- はる：森川葵
- 五代徳夫：内田朝陽
- 大久保利通：迫田孝也 - 鹿児島県の出身
- 徳山：六角慎司
- 勝海舟：丸山智己
- 島津久光：徳重聡 - 鹿児島県の出生
- 料亭女将：かたせ梨乃
- 舟木：田上晃吉 - 鹿児島県の出身
- 島津斉彬：榎木孝明 ｰ 伊佐市の出身。
- きく：八木優希
- 森元：河原健二
- トーマス・グラバー：ロバート・アンダーソン
- 五代豊子：蓮佛美沙子
- 五代やす：筒井真理子
- 五代秀堯：生瀬勝久
- 西郷隆盛：宅間孝行

## スタッフ
- 監督：田中光敏[3]
- 脚本：小松江里子[3]
- 音楽：大谷幸
- 撮影：山本浩太郎
- 美術：原田哲男
- 照明：香川一郎
- 録音：松本昇和
- 編集：川島章正
- 題字：紫舟
- 製作総指揮：廣田稔
- 後援：奈良県磯城郡田原本町、大阪商工会議所、鹿児島商工会議所、長崎商工会議所他
- 協賛：パナソニック、長谷工グループ、ブルーキャピタルマネジメント、一番商店、ロイヤルゴルフクラブ、アベストコーポレーション、他
- 配給：ギグリーボックス
- 制作プロダクション：クリエイターズユニオン
- 制作協力：松竹撮影所
- 製作：映画「五代友厚」製作委員会（五代友厚プロジェクト、廣田稔法律事務所、鹿児島テレビ放送、奈良新聞社、EQWELチャイルドアカデミー、日本フォーラム、エリアワンエンタープライズ、岩崎産業）

## 受賞
- 第94回『キネマ旬報ベスト・テン』読者選出日本映画ベスト・テン1位[11]
- 第94回『キネマ旬報ベスト・テン』読者選出日本映画監督賞[11]
- 第34回『日刊スポーツ映画大賞・石原裕次郎賞』ファンが選ぶ最高作品賞[12]
- 第34回『日刊スポーツ映画大賞・石原裕次郎賞』ファンが選ぶ最高演技賞[12]
- 第13回 東京新聞映画賞[13]

## 興行・反響
- 公開初日はTwitterのトレンドに「#天外者」がランクインし、公開から3日間で11万7959人を動員、興行収入は1億6653万7600円の大ヒットスタートとなった。上映劇場は26劇場が追加となり、計229館での公開となった[14]。
- 2020年12月20日、映画化までの7年を追った舞台裏ドキュメンタリー番組『天外者 五代友厚』（関西テレビ）が放送された[15]。
- 2020年12月25日からは映画本編エンドロール後に「3分のメイキング映像」が上映されることとなり、公開初日に完売したグッズの再販も決定した[16]。また、2021年1月には公式グッズのオンライン販売も決定した[17]。
- コロナウイルス感染拡大による緊急事態宣言の影響がある中で、全国各地で「リターン上映」「上映期間延長」「ドライブインシアター」「再上映・再々上映」等の決定が行われ、異例のロングランとなった。特に「再上映」とは一度上映を終えた劇場で数週間後に再び上映する状況を指し、本作以前には例が無いとされる[18]。
- 2021年2月28日、配給元のギグリーボックスよりサントラの配信販売決定が発表された[19]。
- 2021年3月26日、主演の三浦春馬の誕生日である4月5日、全国70館で『大ヒット御礼特別上映』されることが発表された[20]。
- 2021年4月1日、オリジナルサウンドトラックがLoppi・HMV限定販売で5月26日に発売されることが発表された[21]。
- 2021年4月5日、『大ヒット御礼特別上映』が当初発表の70館から37館増え計107館で行われた。そのうち、13館は5日以降数日上映を続けた[22]。
- 2021年4月12日、『天外者』のBlu-rayとDVDが6月23日に発売されることが発表された[23]。
- 2021年5月7日、台湾で上映が開始された。
- 2021年5月13~23日、HIFF(ハワイ国際映画祭)のショーケースシリーズ｢Jフェス｣でオンライン上映された[24]。
- 2021年5月18日、上海国際映画祭（6月11日～20日）のインターナショナル・パノラマ部門への正式出品が決定した[25]。
- 2021年6月23日、Blu-rayとDVDが発売された[26]。
- 2021年6月28日、7月7日に全国の映画館169館にて『天外者 七夕特別上映』を開催することが発表された[27]。
- 2021年7月7日、新たに14館追加され、計183館で19時より『天外者 七夕特別上映』が行われた[28]。
- 2021年7月14日、全国のイオンシネマ計63館にて、『プレミア上映会』が行われた[29]。
- 2021年11月12日、『天外者』の上映開始から1周年を迎える12月11日、全国296館にて1日限定の特別上映を実施することが発表された[30]。
- 2021年12月11日、『天外者 公開1周年記念上映』が全国304館＋台湾1館で行われた[31]。また、本編エンドロール後に約3分のメイキング映像も上映された。
- 2022年3月2日、主演三浦春馬の誕生日である4月5日に全国308館で『春の特別上映』されることが発表された[32]
- 2022年4月1日、『天外者 春の特別上映』が当初発表の308館から3館増え、計311館で行われた[33]。また本編エンドロール後、新たに約5分の完全未公開メイキング映像も上映された。

## 関連商品
- 『映画ノベライズ 天外者』（2021年3月11日発売、講談社）[34]
- 『天外者サウンドトラック』（2021年5月26日発売、Loppi・HMV）[35]
- 『天外者 Blu-ray & DVD』（2021年6月23日発売、東宝） [36]